# Gråhuvad gås
Gråhuvad gås (Chloephaga poliocephala) är en fågel i familjen änder inom ordningen andfåglar. Den häckar i södra Sydamerika i Chile och Argentina. Vintertid flyttar den något norrut. Arten minskar i antal, men beståndet anses ändå vara livskraftigt.

## Utseende och läte
Gråhuvad gås är en satt 50-55 cm lång fågel med blekbrun rygg, kastanjefärgad hals och svartbandade vita flanker. Huvudet är som namnet avslöjar grått, blekare över hjässan. Benens insidor är svarta och utsidorna är röd. I flykten syns svarta handpennor medan resten av vingen är vit, bortsett från ett brett grönt band. Könen är lika förutom att hanen har mer begränsat eller saknar bandning på undersidan. Ungfåglar är mattare och har bruna huvuden. Hanen ljuder en mjuk vissling, medan honan kacklar hårt.

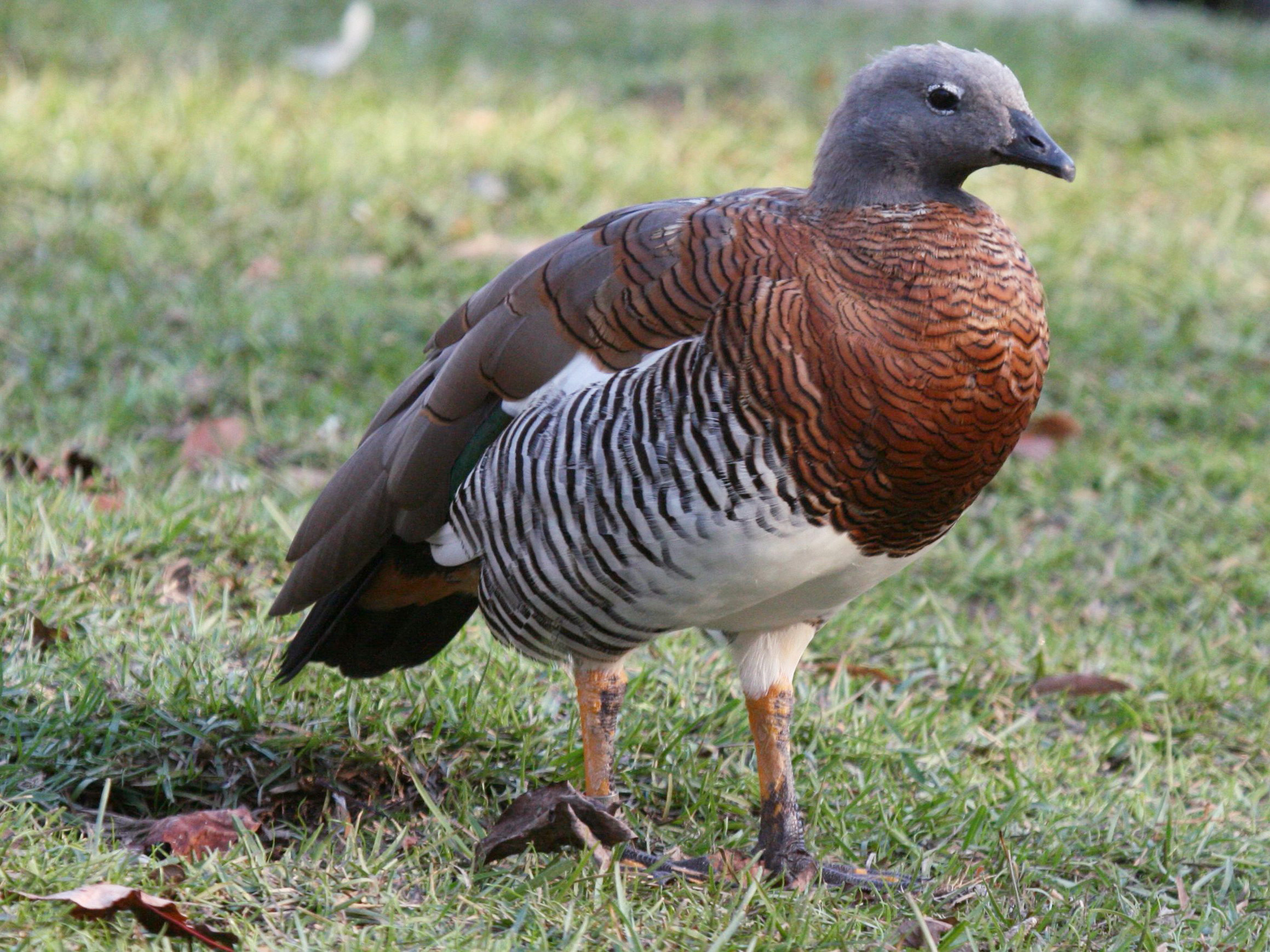

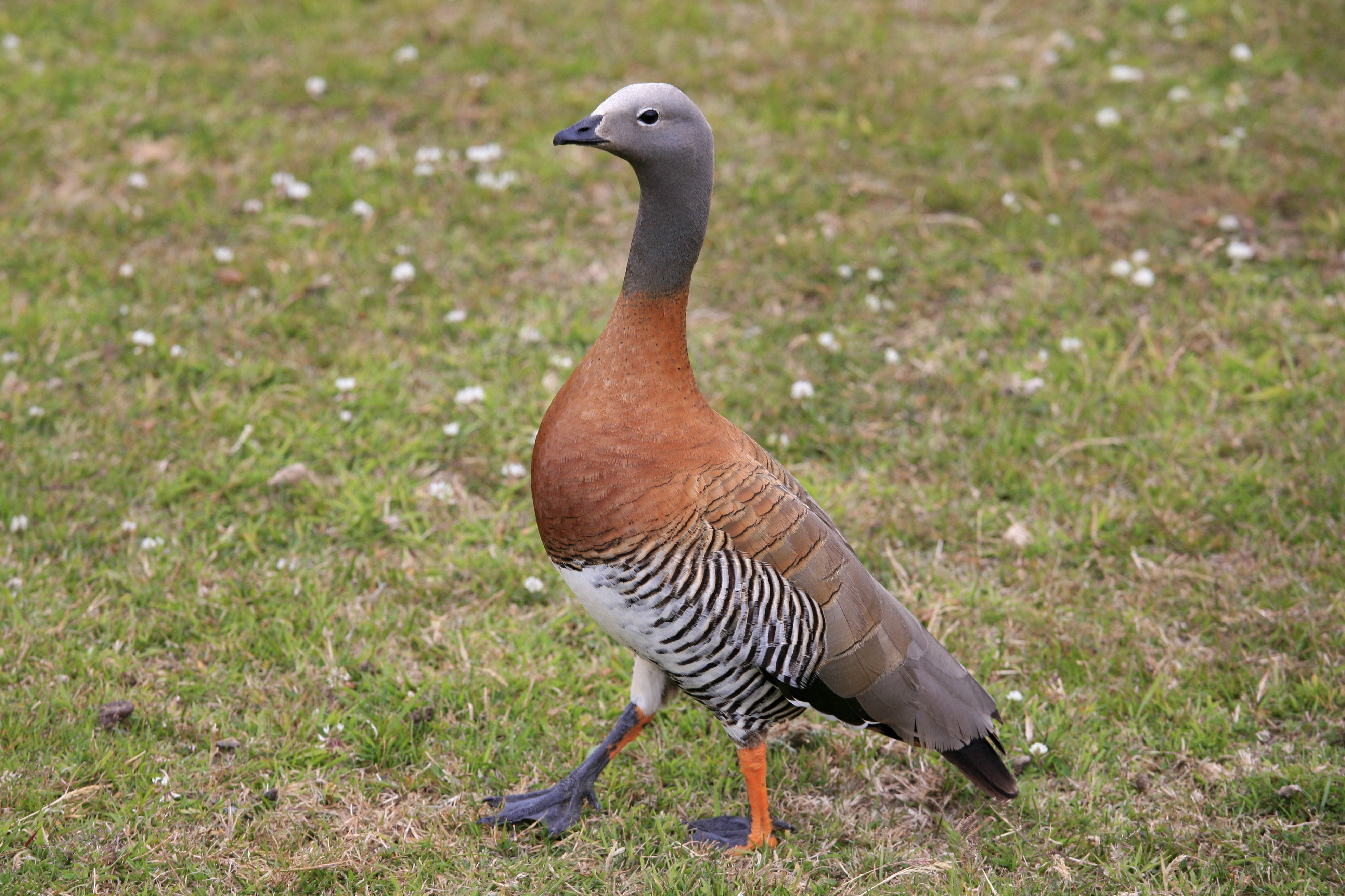

## Utbredning och systematik
Fågeln förekommer från södra Argentina och södra Chile till Eldslandet. Den har även häckat i Falklandsöarna. Efter häckningen rör den sig norrut till centrala Chile och Buenos Aires i Argentina. Den behandlas som monotypisk, det vill säga att den inte delas in i några underarter.

## Levnadssätt
Gråhuvad gås förekommer i låga bergstrakter i fuktiga skogsgläntor. Den häckar från november till mars och lägger fyra till sex ägg i boet som placeras i högt gräs. Arten födosöker genom att beta gräs och ses sällan simma. Fågeln ses i par eller smågrupper.

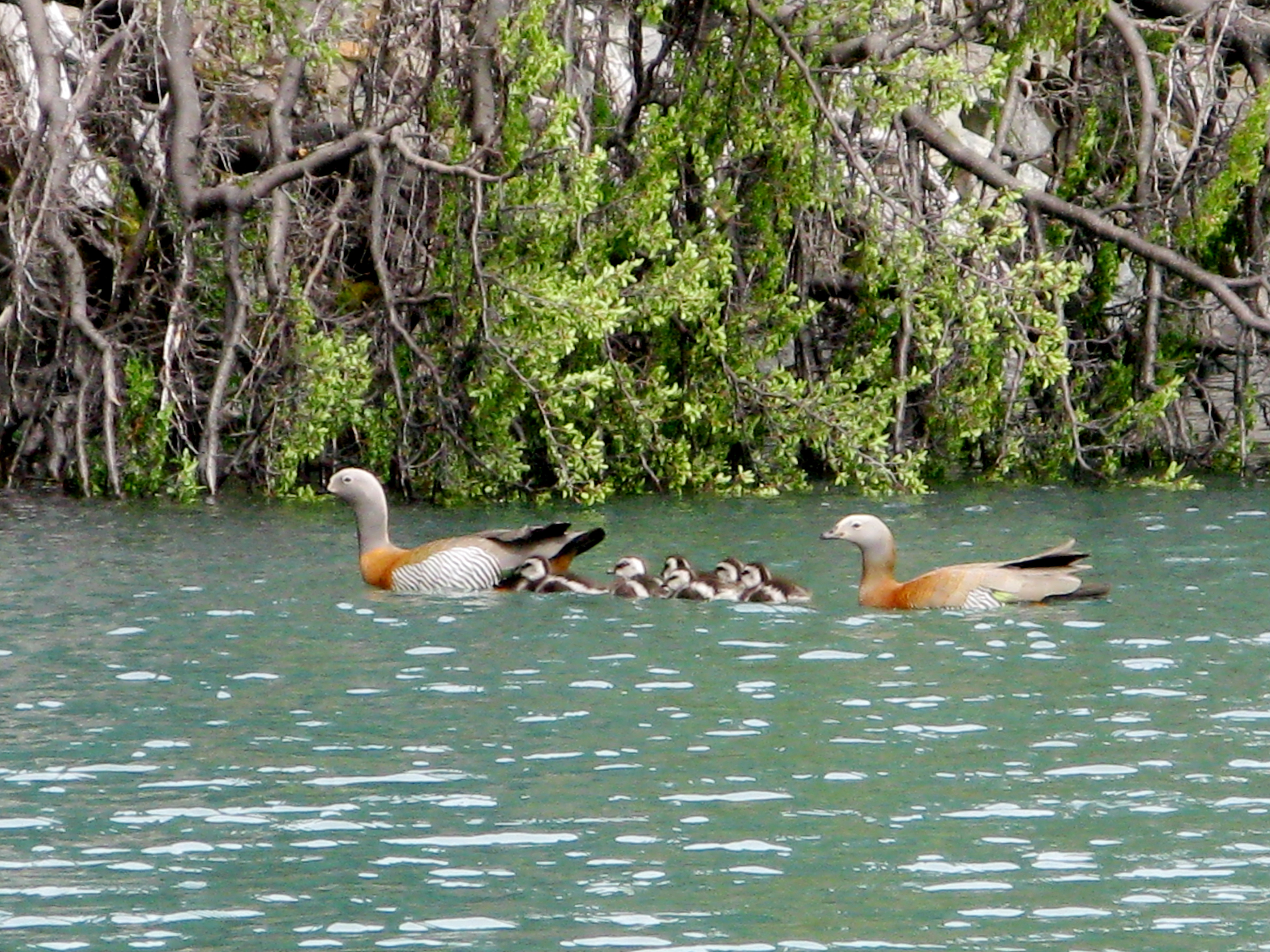
Föräldrar med unge på Tierra del Fuego.

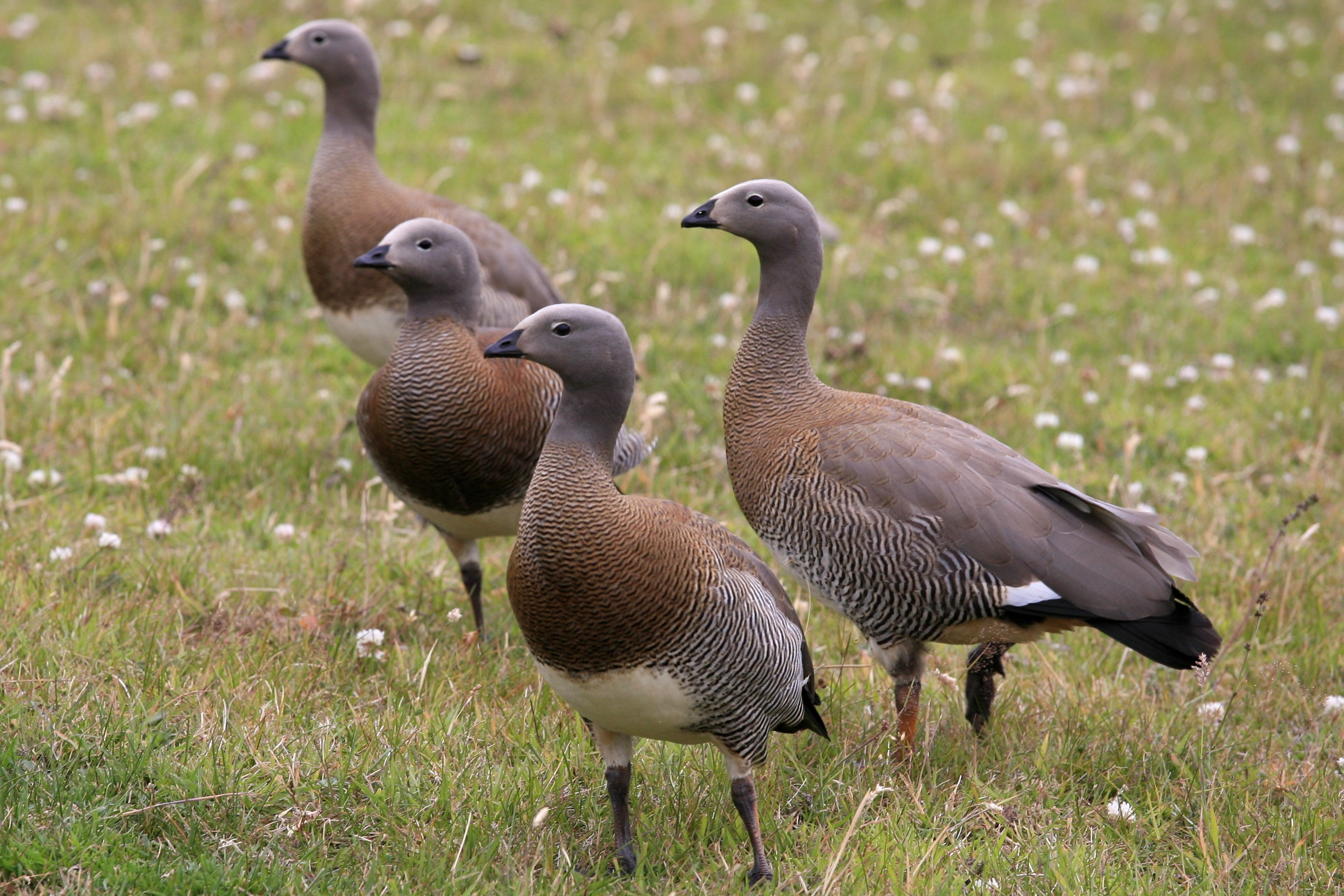
Ungfåglar i Patagonien.

## Status och hot
Arten har ett stort utbredningsområde och en stor population, men tros minska i antal, dock inte tillräckligt kraftigt för att den ska betraktas som hotad. Internationella naturvårdsunionen IUCN kategoriserar därför arten som livskraftig (LC). Världspopulationen uppskattas till mellan 25 000 och 100 000 individer.

## Namn
Fågelns vetenskapliga artnamn poliocephala betyder just "gråhuvad", av grekiska polios ("grå") och -kephalos ("hövdad").